# Путь клинка
«Путь клинка» (англ. Stiletto) — американский кинофильм-боевик 2008 года. Ведущие роли в нём исполнили Стана Катич, Том Беренджер и Майкл Бин.

## Сюжет
Вёрджил Вадалос — лидер греческой мафии в Лос-Анджелесе, который во время встречи с главой банды Mara Salvatrucha подвергается нападению со стороны наёмной убийцы, вооружённой стилетом. Выжив после ранения, Вёрджил узнаёт, что напавшей была его бывшая любовница, Рейна — молодая русская женщина. Пытаясь понять её мотивы, он отправляет своих людей и коррумпированного детектива LAPD на её поиски. Обстановка ухудшается, когда он узнаёт о пропаже своих двух миллионов долларов.

## В ролях
- Стана Катич — Рейна[8]
- Том Беренджер — Вёрджил Вадалос
- Майкл Бин — Ли
- Уильям Форсайт — Алекс
- Дайан Венора — Сильвия Вадалос
- Келли Ху — детектив Гановер
- Джеймс Руссо — Энгелхарт
- Том Сайзмор — Лардж Билс
- Д. Б. Суини — Дэнни
- Доминик Суэйн — Нэнси
- Дэвид Провэл — Мохаммад
- Скотт Уайт — офицер Стоун
- Фрида Фаррелл — фотомодель
- Р. А. Михайлофф — байкер-нацист
- Эндрю Брынярски — байкер-нацист

## Релиз
Премьера состоялась на Международном кинофестивале в Ньюпорт-Бич 28 апреля 2008 года, а 3 марта 2009 года First Look Studios выпустила его на DVD. Фильм также был представлен на ежегодном кинорынке Каннского кинофестиваля, где его распространением занималась компания Strategic Film Partners.

## Восприятие
Немецкое издание о кино Lexikon des internationales Films оценивает «Путь клинка» как «довольно жестокий, но созданный с максимально возможной долей вероятности и исключением внутренней логики». Американский киновед Митч Ловелл оценил фильм на ½ балла. По его мнению, «можно было бы подумать, что фильм с Томом Беренджером, Майклом Бином, Уильямом Форсайтом, Джеймсом Руссо и Томом Сайзмором в главных ролях, по крайней мере, стоит посмотреть ради тестостерона. Однако только Беренджеру действительно есть что играть. Все остальные в основном заточены на пустое позёрство крутых парней… Всё это могло бы быть неплохо, если бы сценарий не был столь чертовски любительским. Сюжет запутан, а главная интрига отдаёт подражанием Тарантино из 90-х. Диалоги особенно слабые, и персонажам быстро нечего сказать друг другу (в большинстве сцен они кричат: „Да пошёл ты!“)». Невысокого мнения о картине остался и критик Джино Сассани. По его словам, фильм выглядит так, будто его включили на середине. Сассани также отметил, что Стана Катич выглядит эффектно, но её игре не достаёт «изюминки». Критик резюмирует: «В итоге вы получаете бесчисленные экшн-сцены, которые при этом, кажется, никогда не заставят ваше сердце биться чаще».